# Koszarawa (village)
Pour les articles homonymes, voir Koszarawa.
Koszarawa est un village de la voïvodie de Silésie et du powiat de Żywiec. Il est le siège de la gmina de Koszarawa et comptait 2.538 habitants en 2008.